# Alexander von Metz
Alexander von Metz (Langenlois, 23 febbraio 1826 – Vienna, 16 marzo 1889) è stato un generale austriaco.

## Biografia
Alexander von Metz nacque a Gobelsburg di Langenlois. Si arruolò nell'esercito imperiale austriaco frequentando l'Accademia militare Teresiana di Wiener Neustadt il 27 settembre del 1838. Percorse tutta la sua carriera militare presso unità di  "Cacciatori imperiali". Il 22 settembre 1845 fu promosso tenente presso il 1º Battaglione "Cacciatori imperiali", capitano di 2ª classe nel 1852, capitano di 1ª classe nel 1857, maggiore nel 1864, tenente colonnello nel 1869, maggiore nel 1877 e, infine, maggior generale.
Combatté in Italia nella prima guerra d'Indipendenza del 1848-1849, nel 1859, ove fu decorato con la croce al valore e nel 1866.
Nel 1866 a seguito dello scoppio della terza guerra di indipendenza, il maggiore von Metz comandò una mezza brigata dell'8ª Divisione del generale Franz Kuhn von Kuhnenfeld operante nel Trentino contro il Corpo Volontari Italiani di Giuseppe Garibaldi.
Responsabile della difesa del settore della Valtellina e della Val Camonica, il 15-16 luglio von Metz, supportato dalle truppe del maggiore Ulysses von Albertini, attaccò con successo alla Cima di Spondalunga in Valtellina nei pressi del Passo dello Stelvio i reparti della Guardia Nazionale del colonnello Enrico Guicciardi. Per meriti di guerra fu insignito del titolo di cavaliere dell'ordine della Corona Ferrea.
Sposato con Guglielmina Federica Grunwald, fu padre di Alexander e Rudolf (1861-1943),  generali che si distinsero nel corso della prima guerra mondiale.
Morì nel 1889 a Vienna.